# 프린세스 노키아
데스티니 프라스쿼리(Destiny Frasqueri, 1992년 6월 14일 ~ )는 미국의 래퍼, 싱어송라이터이다. 예명인 프린세스 노키아(Princess Nokia)로 잘 알려져있다. "G.O.A.T"과 "Tomboy"로 온라인에서 이름을 알리며, 2017년 9월 세 번째 믹스 테잎 1992 Deluxe를 발매했다. 또한 힙합 그룹 레트킹(Ratking)과의 콜라보레이션으로도 유명하다.
음악 활동 외에 페미니즘 활동에도 관심이 커서 밀라 리빈(Milah Libin)과 함께 페미니즘 단체 "스마트 걸 클럽"(Smart Girl Club)을 공동으로 만들었다.

## 음반 목록

### 정규 앨범
- Metallic Butterfly (2014)
- 1992 Deluxe (2017)
- Everything Sucks (2020)
- Everything is Beautiful (2020)

### EP
- 1992 (2016)
- G.O.A.T. (2017)

### 믹스 테잎
- Honeysuckle (2015)
- A Girl Cried Red (2018)